# Reanda
Reanda ist eine Apfelsorte.

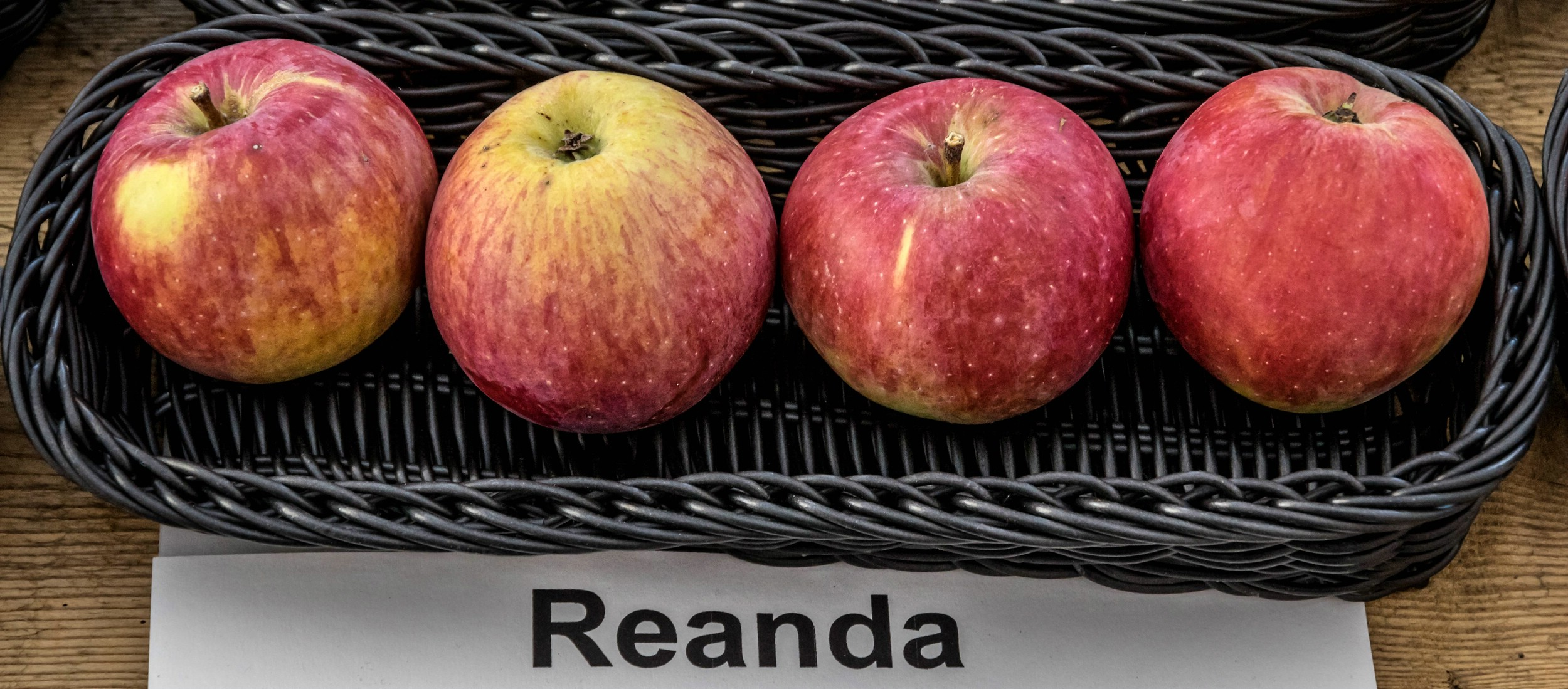
Ansicht der Frucht

Die Neuzüchtung Reanda entstand durch Kreuzung der Sorte 'Clivia' und einem Zuchtklon im Institut für Obstforschung Dresden-Pillnitz. Reanda ist eine Spätherbstsorte, deren Früchte Ende September bis Anfang Oktober reifen. Sortenschutz besteht seit 1994. Im Geschmack ist der Apfel säuerlich aromatisch. Der Baum ist schwach wachsend, für Haus- und Kleingarten geeignet, nicht jedoch für Obstwiesen. Die Früchte sind ab November genussreif und bis Januar lagerfähig, im CA-Lager auch bis März.
Der Baum ist wenig empfindlich gegen Frost in der Blütezeit und resistent gegen Apfelschorf und Feuerbrand. Er hat eine geringe Anfälligkeit für Mehltau und Stippe.

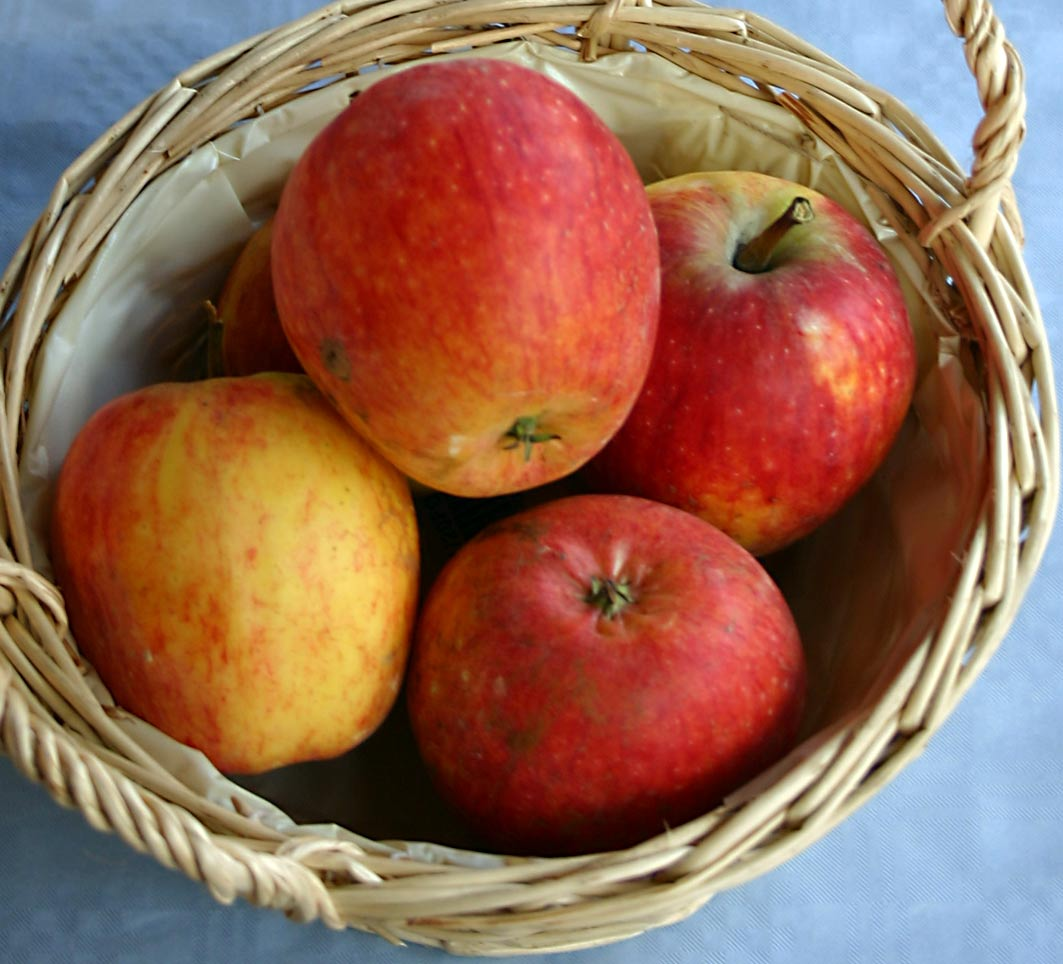
Reanda